# Bolsa de Curlandia
La Bolsa de Curlandia hace referencia al bloqueo que el Ejército Rojo efectuó sobre las fuerzas alemanas cercadas en la península de Curlandia durante los últimos meses de la Segunda Guerra Mundial. Las fuerzas soviéticas estaban comandadas por el General de Ejército Iván Bagramián.
La bolsa fue creada durante la Ofensiva soviética del Báltico, cuando las fuerzas del Primer Frente Báltico alcanzaron el mar Báltico cerca de Memel, que daría lugar a la Ofensiva de Memel. Esta acción dejó aislado al Grupo de Ejércitos Norte (del alemán: Heeresgruppe Nord) del resto de las fuerzas alemanas, que acabaría siendo renombrado Grupo de Ejércitos Curlandia (del alemán: Heeresgruppe Kurland) el 25 de enero de 1945 y que continuaría estando aislado hasta el final de la contienda, cuando recibieron las órdenes de rendirse al comando soviético el 8 de mayo, aunque la rendición efectiva no llegaría hasta dos días más tarde, el 10 de mayo.

## Antecedentes
Curlandia, junto al resto de las repúblicas bálticas, había sido conquistada por el Grupo de Ejércitos Norte durante la Invasión alemana de la Unión Soviética, en el verano de 1941. Durante los siguientes dos años, esta unidad se dedicó a intentar conquistar Leningrado, sin éxito alguno, hasta que en enero de 1944 las fuerzas soviéticas rompieron el sitio de Leningrado.
El 22 de junio de 1944 el Ejército Rojo lanzó la denominada Operación Bagration, logrando liberar a la RSS de Bielorrusia de la ocupación nazi y alcanzando la casi completa destrucción del Grupo de Ejércitos Centro. A estas alturas las fuerzas soviéticas se encaminaban hacia las costas bálticas, destrozando toda resistencia alemana y encaminándose a dejar encerrado al Grupo de Ejércitos Norte -mandado por Ferdinand Schörner- antes de que pudiera escapar del cerco hacia la Prusia Oriental. El 5 de octubre las tropas soviéticas atacaban el puerto alemán de Memel (en lituano: Klaipėda).

## Desarrollo

### Resistencia alemana
El 9 de octubre de 1944 los soviéticos alcanzaron el Mar Báltico cerca de Memel, después de sobrepasar los cuarteles generales del Tercer Ejército Panzer. Como consecuencia de esta acción el Grupo de Ejércitos Norte quedó aislado y sin posibilidad de escapar a la Prusia Oriental por ruta terrestre. Los asesores militares de Hitler (y especialmente el jefe de Estado Mayor, Heinz Guderian) le urgieron una evacuación de las tropas cercadas y su traslado a sectores donde fuera necesaria su presencia. Sin embargo, Hitler rechazó estas recomendaciones y ordenó que las fuerzas alemanas en Curlandia debían mantenerse allí, creyendo que constituirían bases navales para los nuevos submarinos alemanes del Tipo XXI. Dado que estas bases estaban alejadas de la Royal Air Force británica, Hitler esperaba que los submarinos dieran a Alemania la victoria final en la Batalla del Atlántico. Además, esperaba que la propia Curlandia sirviera como "punto de partida" en una hipotética nueva ofensiva contra la URSS.

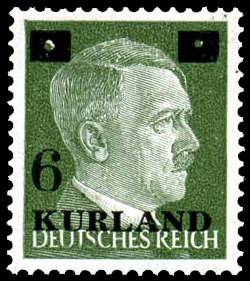
Sello usado por el correo militar en la Bolsa de Curlandia (1945).

El rechazo de Hitler a evacuar el Grupo de Ejércitos resultó en el bloqueo de más de 200.000 soldados alemanes pertenecientes al 18.º Ejército y al 16.º Ejército de la Wehrmacht (incluyendo numerosos tanques, aviones de combate, cañones y ametralladoras) en lo que los alemanes conocieron como Cabeza de puente Curlandia. Así, treinta y tres divisiones del Grupo de Ejércitos Norte se extendían desde Libau hasta Riga. Las tropas alemanas también contaban con unidades nórdicas de las Waffen-SS, incluyendo la 19.ª División de Granaderos SS (Letona N.º2).
Entre el 15 de octubre de 1944 y el 4 de abril de 1945, el Ejército Rojo lanzó seis importantes ofensivas contra las fuerzas alemanas y letonas cercadas en la Bolsa de Curlandia. La primera tentativa tuvo lugar cuando los soviéticos iniciaron su Ofensiva del Báltico (14 de septiembre-24 de noviembre de 1944) en la que consiguieron liberar Estonia y parte de Letonia, a la que luego se uniría la Ofensiva de Memel. Entre el 15 y el 22 de octubre tuvo lugar la Ofensiva de Riga, el ataque soviético contra la capital letona. No obstante, Hitler había permitido a Ferdinand Schörner preparar su retirada de Riga desde el 11 de octubre, por lo que la ciudad cayó fácilmente. A partir de entonces el frente permaneció prácticamente estabilizado, a excepción de varios ataques soviéticos que fracasaron en su intento de destruir la bolsa.
El 15 de enero de 1945 el Grupo de Ejércitos Norte fue renombrado como Grupo de Ejércitos Curlandia (Heeresgruppe Kurland) bajo el mando del Coronel General Lothar Rendulic. Hasta el final de la contienda, el Grupo de Ejércitos, incluyendo unidades letonas de las Waffen-SS, siguieron bloqueados en la bolsa.

### El final
El 8 de mayo el Reichspräsident Karl Dönitz ordenó al Coronel General Carl Hilpert (el último comandante del Grupo de Ejércitos) que se rindiera. Hilpert, su Estado mayor y la oficialidad del resto de la agrupación se rindieron ante el Mariscal Leonid Góvorov, comandante del Frente de Leningrado. Por esta época todavía resistían los remanentes de 27 divisiones y una brigada. Ese mismo día el General Rauser logró obtener de la Comandancia soviética los mejores términos para la rendición. El 9 de mayo, la comisión soviética en Peilei comenzó los interrogatorios a los oficiales del Estado Mayor que habían caído prisioneros.
El día de la capitulación las tropas bajo control alemán en Curlandia debieron adherirse a la rendición general, cuando sumaban cerca de 145.000 combatientes en total, junto a un copioso botín de guerra: 307 tanques, 219 vehículos blindados, 75 aviones, unas 1.400 piezas de artillería, 557 morteros, 3.879 ametralladoras, 310 estaciones de radio, 4.281 vehículos a motor, 240 tractores y 14.056 caballos. Ello da idea del gran poder que todavía poseía la formación militar que había quedado aislada de la lucha principal.